# Стефан Ярач
Стефан Я̀рач (на полски: Stefan Jaracz) (24 декември 1883 – 11 август 1945) е полски театрален и филмов актьор, режисьор и театрален деец.
Участва в театър „Редута“ през 1921 – 1923 г. От 1930 г. до 1939 г. е директор и художествен ръководител на „Атенеум“, с прекъсване от 1933 г. до 1935 г. – театър с прогресивна социална теметика. От 1941 г. е в Аушвиц.

## Роли
- Смугон и Шела в „Пъдпъдъчето“ и „Турон“ на Стефан Жеромски,
- Ф. Дулски в „Моралът на госпожа Дулски“ – Г. Заполска и др.